# Dominic Adams
Dominic Adams (Bristol, 17 marzo 1985) è un attore e modello inglese.
È conosciuto per il ruolo di Tony Bishara in Devious Maids - Panni sporchi a Beverly Hills.

## Biografia
Nato a Bristol, in Inghilterra, dove ha frequentato una scuola di teatro. Ha poi frequentato la Goldsmiths, università di Londra. In Inghilterra, è apparso in varie produzioni teatrali, e nel 2008 ha fatto il suo debutto sul grande schermo, nel film Telstar: The Joe Meek Story. Nel 2014, è stato scelto come personaggio regolare nella seconda stagione di Devious Maids - Panni sporchi a Beverly Hills, accanto a Rebecca Wisocky e Tom Irwin, nel ruolo di Tony Bishara, una guardia del corpo. A luglio del 2014, poco dopo il finale di stagione, viene annunciato che il suo personaggio non ritornerà nella terza stagione della serie.

## Filmografia parziale

### Cinema
- Girls Like Magic, regia di Kit Williamson (2015)

### Televisione
- Devious Maids - Panni sporchi a Beverly Hills – serie TV, 13 episodi (2014)
- NCIS: Los Angeles – serie TV, 1 episodio (2015)
- Six – serie TV, 18 episodi (2017-2018)

## Doppiatori italiani
Nelle versioni in italiano delle opere in cui ha recitato, Dominic Adams è stato doppiato da:
- Giorgio Borghetti in Devious Maids - Panni sporchi a Beverly Hills
- Alessandro Budroni in NCIS: Los Angeles